# Reitmans
Pour les articles homonymes, voir Reitman.
Reitmans Ltée. (anglais: Reitmans Ltd.) est une entreprise canadienne de vente au détail, spécialisée dans les vêtements pour femmes située à Montréal. L'entreprise a plusieurs filiales et marques, comme Reitmans, Penningtons et RW&CO., ainsi que certaines qui ont fermé, comme Addition Elle, Thyme Maternity (en), Hyba et Smart Set.

## Histoire
Reitmans est fondée en 1926 à Montréal par Herman (en) et Sarah Reitman (en), un couple d'entrepreneurs roumain-canadiens. Le couple venu de Roumanie s'est installé à Montréal et a ouvert une petite boutique spécialisée dans les robes faites sur mesure dans les années 1900.
En 1914, ils ferment leur boutique pour ouvrir un magasin de mercerie. Ils ouvrent un second magasin du genre en 1926 sur le boulevard Saint-Laurent dans l'ancien quartier juif, aidés par leurs enfants Louis, Sam, John et Jack. Constatant que les ventes se concentraient sur la bonneterie, les gants et la lingerie, la famille Reitmans décide de se spécialiser dans l'habillement pour femmes. Les magasins changent alors de nom pour devenir Reitmans. En 1929, Reitmans opère quatre boutiques à Montréal, ouvre un magasin à Ottawa en 1936, puis un autre à Toronto en 1939. À l'aube des années 1940, Reitman opère 22 boutiques pour un revenu annuel de près de CAD $1 million.
’’Après la mort de Herman en 1941, puis de Sarah en 1949, l'entreprise passe aux mains de leurs enfants.
En 1947, Reitmans fait son entrée à la Bourse de Montréal. En 1950, Reitmans opère 15 boutiques au Québec et 20 en Ontario. L'année suivante, les bureaux généraux sont déplacés dans un édifice du boulevard Saint-Laurent. Le premier magasin dans l'ouest du pays ouvre en 1958 à Calgary, et le premier dans les provinces maritimes ouvre en 1959 à Halifax. Dans les décennies qui suivent, l'entreprise lance la marque Smart Set et achète Penningtons. En 2008, Reitmans lance sa marque dédiée aux femmes âgées de 40 à 60 ans Cassis, avec seize magasins ouvrant dans la même année. En 2009, Reitmans opère 900 magasins, dont 350 en nom propre. En octobre 2011, Reitmans ferme ses 25 magasins Cassis, les magasins n'ayant pas attiré assez de clientèle, et les reconvertit en magasins d'autres marques encore en opération. Avant la fermeture de Cassis, Reitmans avait 968 magasins.
En novembre 2014, la compagnie annonce devoir fermer leur marque Smart Set, en fermant définitivement 31 magasins, en plus d'en convertir 76 en magasins Reitmans, principalement à cause de la compétition qu'a apportée l'arrivée de Target, ainsi que la réorientation de La Baie d'Hudson. En septembre 2015, Reitmans annonce l'arrivée de marque Hyba, et ouvre 17 magasins de ce type, convertis depuis des anciens magasins Smart Set. Hyba ferme en février 2018 ses magasins Hyba, mais garde la marque dans ses magasins Reitmans,,.
En 2016, Reitmans fêtaient leur 90e anniversaire et avaient un total de 685 magasins, dans toutes les provinces canadiennes, ainsi que dans deux des trois territoires. L'année précédente, leurs revenus nets s'élevaient à 13.4 millions $ (CAD) sur un revenu brut de 939 millions $ (CAD). En 2020, à la suite de la pandémie de Covid-19, l'entreprise demande une protection de faillite et prend l'aide de la firme Ernst & Young Inc. pour se restructurer. Reitmans avait alors 576 magasins. L'entreprise décide aussi de passer de la Bourse de Toronto à la Bourse de croissance de Toronto (en). En juin de la même année, Reitmans avait décidé de fermer ses marques Addition Elle et Thyme Maternity, en plus de licencier 1 400 employés,,,,.
Andrea Limbardi devient PDG de Reitmans en septembre 2023.

## Filiales

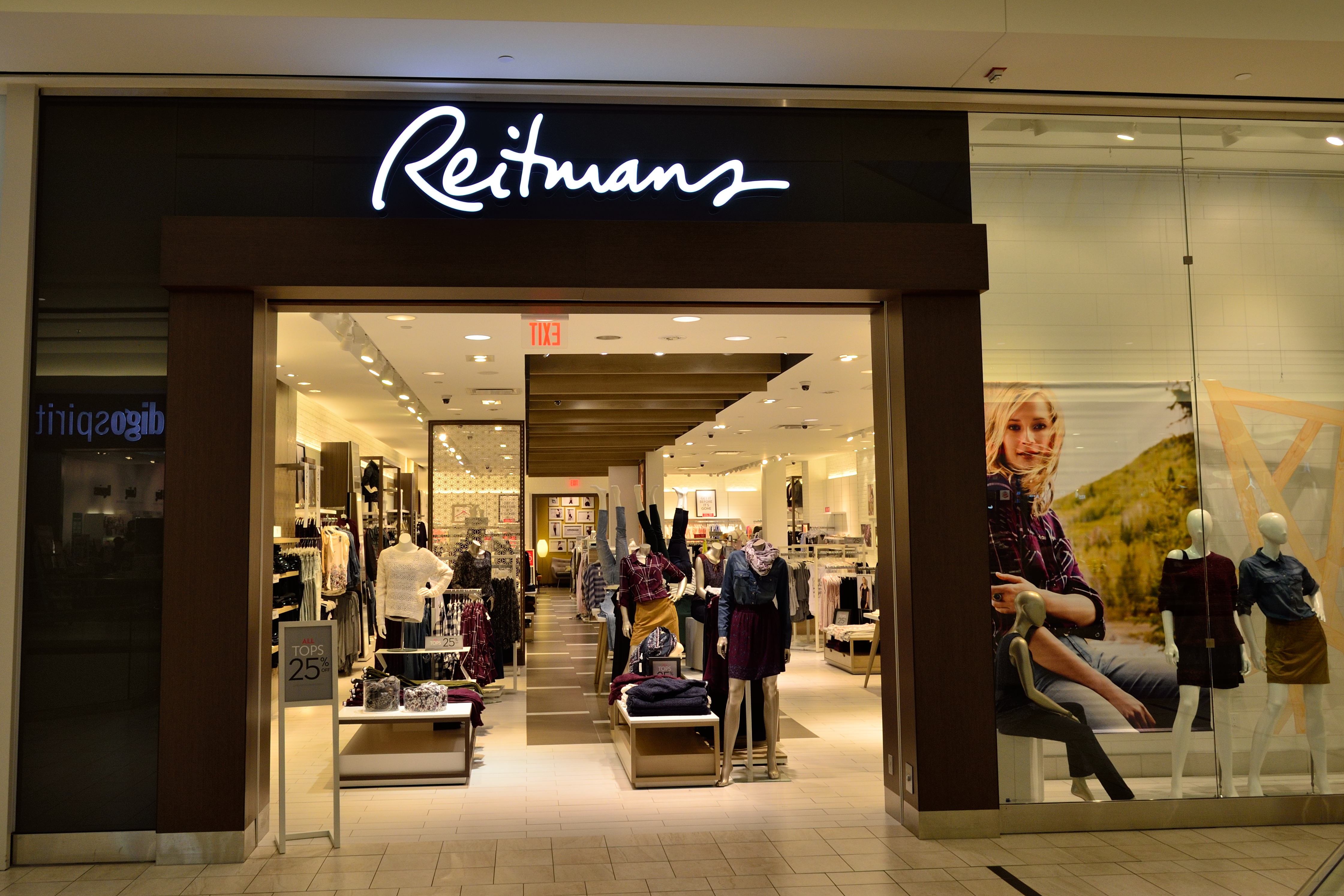
Magasin Reitmans au à Markham.

### Filiales actuelles
- Reitmans (246 magasins): Mode pour femmes[8].
- RW&CO. (79 magasins): Mode pour hommes et femmes âgés de 25 à 40 ans[8].
- Penningtons (92 magasins): Mode pour femmes de taille plus[8].

### Filiales défuntes
- Hyba (17 magasins): Mode active (vêtements de sport), fermée en 2018.
- Thyme Maternity (63 magasins): Mode pour femmes enceintes, fermée en 2020.
- Addition Elle (90 magasins): Mode pour femmes de taille plus, fermée en 2020.
- Cassis (25 magasins): Destiné aux femmes âgées de 40 à 60 ans, fermée en 2011.
- Smart Set (107 magasins): Vêtements en vogue pour femmes, fermée en 2014-2015.